# Kinyongia oxyrhina
Kinyongia oxyrhina là một loài thằn lằn trong họ Chamaeleonidae. Loài này được Klaver & Böhme mô tả khoa học đầu tiên năm 1988.